# Augustin Azémia
 (avril 2025).
Augustin Azémia, né le 27 décembre 1894 à Vernon (Eure) et mort le 10 août 1977 à Évreux (Eure), est un homme politique français. Il a été député de l'Eure et maire d'Évreux.

## Biographie
Fils d'un ouvrier sabotier de Vernon, Augustin Azemia passe par l'école normale d'Évreux avant d'exercer comme instituteur peu de temps avant d'être mobilisé et de participer aux combats de la Première Guerre mondiale. Son action lui vaut la croix de guerre.
Après la guerre, il s'engage dans le militantisme syndical, au sein du Syndicat national des instituteurs, dont il devient en 1925 le secrétaire départemental pour l'Eure.
Membre de la SFIO depuis 1920, il n'a cependant que peu de responsabilités politiques : tout au plus une fonction de trésorier de la section socialiste d’Évreux, en 1931. En 1937, cependant, il se présente en vain, sous l'étiquette socialiste, aux élections cantonales.
Mobilisé à nouveau au début de la Seconde Guerre mondiale, comme sous-officier, il retrouve son poste de directeur d'école, à Évreux, dès l'armistice.
Rapidement engagé dans la résistance armée, au sein du mouvement Libération-Nord, il est décoré de la médaille de la résistance, puis de la Légion d'honneur à titre militaire en 1951. À la Libération, il préside l'union départementale de l'Eure des anciens combattants.
En octobre 1945, il est élu conseiller général, dans le canton d'Évreux-Sud, et mène la liste socialiste pour l'élection de la première assemblée constituante. Avec 17,6 % des voix, il est élu député.
Son expérience parlementaire est cependant courte, car il n'est pas réélu en juin 1946. Par la suite, il tente vainement de retrouver son mandat, jusqu'aux élections de 1958 incluses. Il se présente aussi, toujours sans succès, aux sénatoriales, de 1946 à 1962.
Il mène cependant une carrière d'élu locale pendant toute la quatrième république : il est réélu au conseil général, dont il devient vice-président de 1947 à 1951 ; il est battu en 1951, mais retrouve son mandat en  1958 et siège jusqu'en 1976. Il est aussi conseiller municipal d’Évreux à partir de 1947, maire-adjoint en 1953.
Il est par ailleurs, de 1945 à 1967, secrétaire de la fédération socialiste de l'Eure. Resté au Parti socialiste après le congrès d'Épinay, il milite au sein de la tendance « Bataille socialiste », regroupant les partisans les plus proches de la ligne politique de l'ancien secrétaire général de la SFIO Guy Mollet.
En 1971, à 77 ans, il est élu maire d’Évreux, à la tête d'une municipalité de gauche, mais sans les communistes. Son frère Georges est alors maire de Vernon. Il n'exerce cette fonction que pendant un mandat, car il est battu en 1977 par le communiste Rolland Plaisance. Il meurt quelques semaines après l'élection.

## Distinctions

### Décorations
- Chevalier de la Légion d'honneur (1951)
- Médaille de la Résistance française

### Hommage
Une maison de retraite située rue Saint-Germain à Évreux porte son nom.